# Ruisseau de Vervère
Le ruisseau de Vervère est une rivière du sud de la France sous-affluent du Tarn et de la Garonne.

## Géographie
De 13,4 km de longueur, il prend sa source sur la commune de Tonnac, dans le Tarn et se jette dans la Vère en rive droite sur la commune de Le Verdier.

## Départements et villes traversées
- Tarn : Le Verdier, Saint-Beauzile, Itzac, Campagnac, Tonnac.

## Principaux affluents
- Ruisseau de Duéze (8 km)
- Ruisseau de Las Costes (6,7 km)
- Ruisseau de Fonbérène (5,8 km)